# Fernando Ocáriz Braña
Fernando Ocáriz Braña (París, 27 de octubre de 1944) es un físico, teólogo y eclesiástico católico español. Es el actual prelado del Opus Dei, desde enero de 2017. 
Es autor de varios libros y artículos de teología, filosofía y espiritualidad. También es consultor de tres organismos de la Curia Romana: la Congregación para la Doctrina de la Fe, la Congregación para el Clero y el Pontificio Consejo para la Promoción de la Nueva Evangelización.

## Biografía

### Familia
Nació el 27 de octubre de 1944, en la ciudad francesa de París; en una familia de exiliados republicanos que escaparon de España por la guerra civil española. Hijo de José Ocáriz Gómez, veterinario militar, fallecido en Madrid en 1972 y de María Dolores Braña Zalba; siendo el menor de ocho hijos.

### Formación
Al regreso del exilio, con la familia establecida en Madrid, realizó sus estudios de enseñanza media en el Colegio de la Inmaculada y San Pedro Claver, conocido como Colegio de Areneros, fundado y regido por la Compañía de Jesús. En 1966, tras realizar estudios en la Universidad de Barcelona, obtuvo la licenciatura en Física. Posteriormente desplazó su interés hacia la Filosofía, estudiando a fondo autores tan dispares como Karl Marx, Voltaire o Tomás de Aquino.
Viajó a Roma para estudiar Teología en la Universidad Lateranense, donde obtuvo la licenciatura en 1969. Obtuvo el doctorado en la Universidad de Navarra en 1971, con una tesis en la que parte de la doctrina aristotélico-tomista de la participación y del acto de ser para entender al ser humano como "hijo de Dios" a través de Cristo.
En su juventud, mientras estudiaba en Roma, conoció a san Josemaría, fundador del Opus Dei.

### Sacerdocio
Su ordenación sacerdotal fue el 15 de agosto de 1971, a manos del arzobispo Marcelo González Martín. Durante los primeros años se dedicó a la pastoral juvenil y universitaria.[cita requerida]
En 1986, fue nombrado asesor de la entonces Congregación para la Doctrina de la Fe, y en 1989, miembro de la Pontificia Academia de Teología. También fue profesor de la recién fundada Pontificia Universidad de la Santa Cruz, donde enseñó Teología fundamental.
El 23 de abril de 1994, fue nombrado vicario general del Opus Dei, bajo el gobierno de Javier Echevarría, cargo que ocupa durante veinte años. El 9 de diciembre de 2014, fue designado vicario auxiliar, siendo la primera persona en la historia de la prelatura que desempeña esta función. Muchos ven este nombramiento, junto al del argentino Mariano Fazio de vicario general, como parte de un proceso de renovación interna de la prelatura en la línea del pontificado del papa Francisco.

### Prelado del Opus Dei

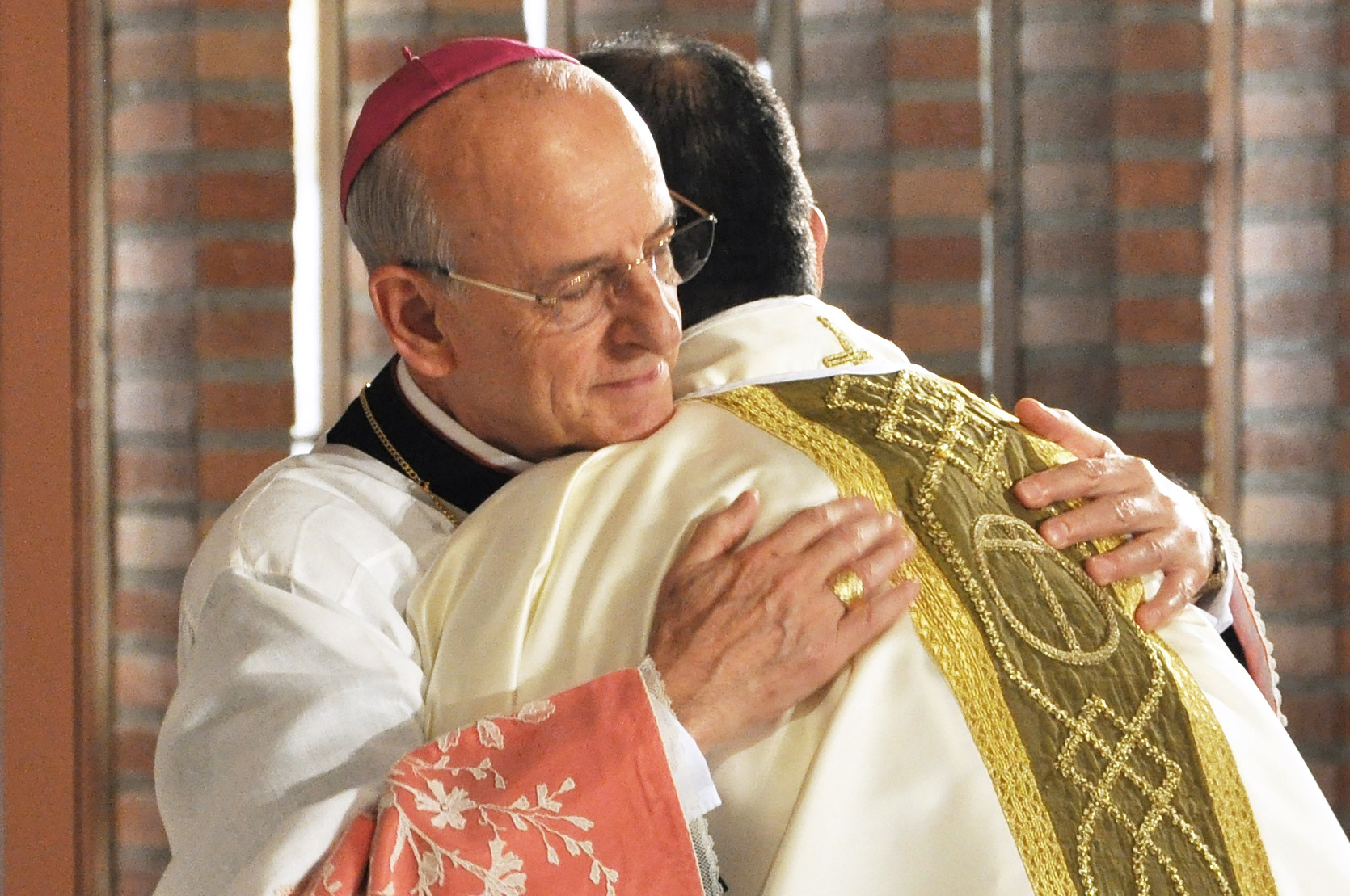
Ocáriz en septiembre de 2017.

El 23 de enero de 2017, el papa Francisco lo nombró prelado del Opus Dei, confirmando así la elección realizada por el Tercer Congreso Electivo celebrado tras el fallecimiento de Echevarría, en el que participaron 194 miembros. El día 27 del mismo mes, tomó posesión pública de su cargo, en una ceremonia celebrada en la Iglesia prelaticia de Santa María de la Paz.
El 14 de julio de 2022 fue nombrado protonotario apostólico.
El 18 de octubre de 2022 fue confirmado como consultor del Dicasterio para la Doctrina de la Fe ad aliud quinquennium.
El 25 de abril de 2023, fue nombrado consultor de la Sección para las cuestiones fundamentales de la evangelización en el mundo del Dicasterio para la Evangelización.
El 22 de julio de 2022, el papa Francisco con la publicación de la carta apostólica en forma de motu proprio Ad charisma tuendum, entre sus nuevas disposiciones decretó que el ordinario del Opus Dei ya no puede ser obispo, sino que "se le concede, en razón de su oficio, el uso del título de Protonotario apostólico supernumerario, que lleva anexo el tratamiento de monseñor. Por esta razón, a pesar de tener el nombramiento como protonotario y el título de monseñor, Ocáriz dejó de usar insignias pontificales, a pesar de que se le permitieron usar igualmente.

## Publicaciones
Ha escrito varios libros, artículos y ensayos sobre filosofía, teología, pastoral y espiritualidad en diversos idiomas, especialmente en las áreas de filosofía de la historia y Cristología.
Fruto de su estudio sobre la doctrina de Marx y su desarrollo filosófico-social, publicó en 1976 el libro Introducción al marxismo —que conocerá varias ediciones—, y posteriormente, un artículo titulado La concepción marxista de la sociedad, en el que sostiene que existe una incompatibilidad filosófica entre el materialismo y la dialéctica, y que hay diversos marxismos, aunque todos ellos tienen unos elementos comunes.
En su desempeño como prelado del Opus Dei, insiste en que "la vida cristiana no nos lleva a identificarnos con una idea, sino con una persona: con Jesucristo".

## Condecoraciones

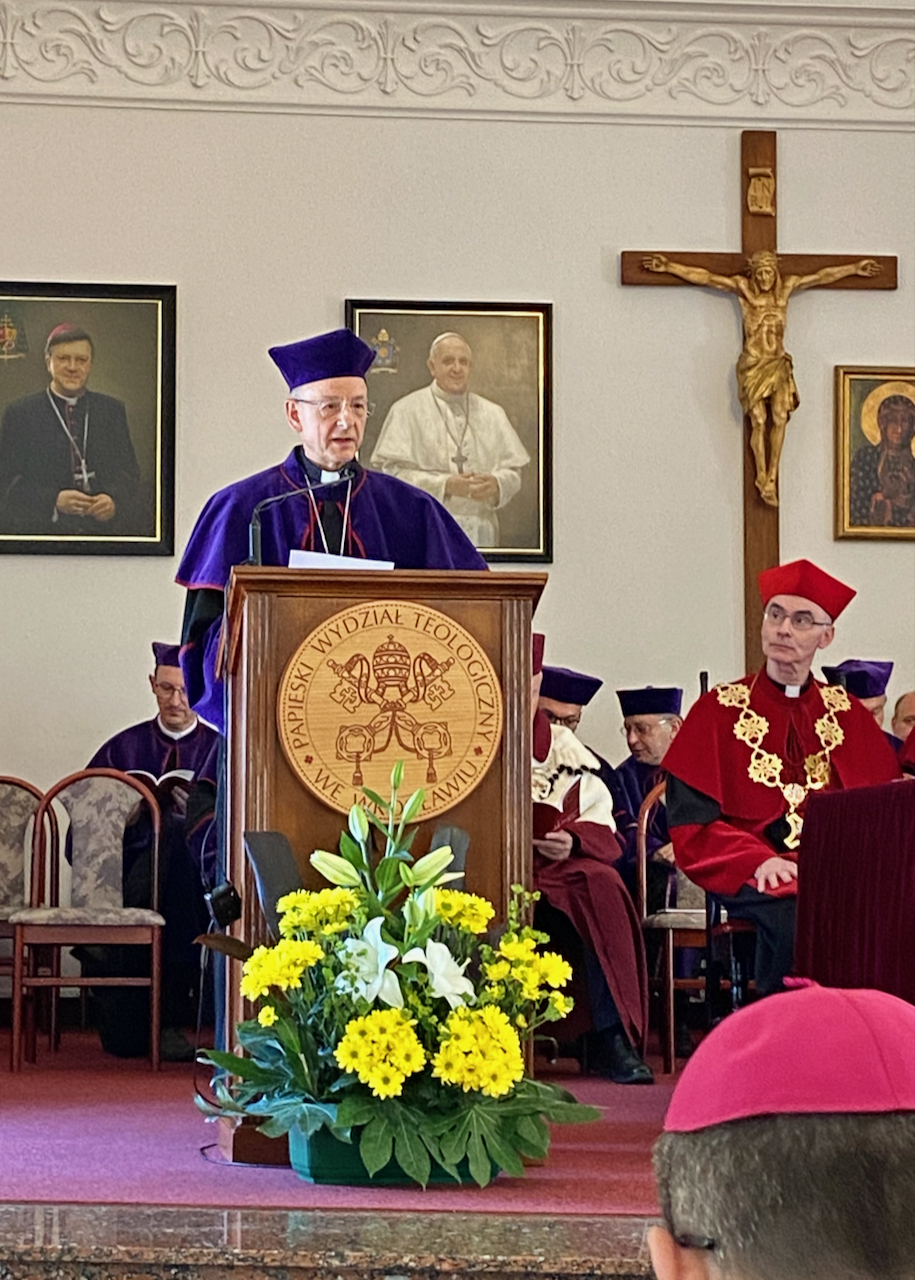
Ocáriz durante la recepción del doctorado honorario de la Facultad Pontificia de Teología de Breslavia (Polonia) (2022).

El 22 de junio de 2022, recibió el doctorado honoris causa, de la Facultad Pontificia de Teología de Breslavia (Polonia).

### Obras
- A la luz del Evangelio, Ediciones Palabra, 2020
- Cristianos en la sociedad del siglo XXI, Ediciones Cristiandad, 2020
- Amar con obras a Dios y a los hombres, Ediciones Palabra, 2015
- Sobre Dios, la Iglesia y el Mundo, Rialp, Madrid, 2013
- Naturaleza, gracia y gloria,  Ediciones Universidad de Navarra (EUNSA), 2001
- God as Father, Scepter, 1998
- Delimitación del concepto de tolerancia y su relación con el principio de libertad, Scripta Theologica 27 (1995) 865-884
- El Beato Josemaría Escrivá de Balaguer y la teología, Scripta Theologica 26 (1994) 977-991; italiano: Il beato Josemaria Escrivá de Balaguer e la teologia, Romana 9 (1993) 264-274; Divinitas 38 (1994) 107-119
- The Mystery of Jesus Christ: a Christology and Soteriology textbook, Four Courts Press, Blackrock 1994
- Vocazione alla santità in Cristo e nella Chiesa, Ateneo Romano della Santa Croce. Santità e mondo. Atti del Convegno teologico di studio sugli insegnamenti del beato Josemaría Escrivá (Roma, 14-14 de octubre de 1993) Citta del Vaticano, 1994, 27-42
- Dichiarazione Mysterium Ecclesiae, 24. 6. 1973: testo e commenti, Congregazione per la dottrina della fede, commenti F. Ocáriz, S. Nagy, Lib. Ed. Vat., Vaticano, 1993
- L'Opus Dei nella Chiesa: ecclesiologia, vocazione, secolarità; resp. P. Rodríguez, F. Ocáriz, J.L. Illanes, Casale Monferrato, 1993
- «La Revelación en Cristo y la consumación escatológica de la historia y del cosmos», en Izquierdo, C.; Alviar, J. J.; Balaguer, V.; González-Alió, J. L.; Pons, J. M.; Zumaquero, J. M. (Hrsg.), Dios en la palabra y en la historia. XIII Simposio Internacional de Teología de la Universidad de Navarra, Pamplona, 1993, 377-385
- La vocación al Opus Dei como vocación en la Iglesia, en El Opus Dei en la Iglesia: introducción eclesiológica a la vida y el apostolado del Opus Dei, Pedro Rodríguez, Fernando Ocáriz, José Luis Illanes, Rialp, Madrid, 1993, pp. 135-198
- Questioni di teologia fondamentale, Ateneo Romano della Santa Croce, Roma, 1993
- Questioni su tradizione e magistero, dispense ad uso degli studenti, Ateneo Romano della Santa Croce, Roma, 1993
- Vivir como hijos de Dios. Estudios sobre el Beato Josemaría Escrivá, Eunsa, Pamplona, 1993
- El Opus Dei en la Iglesia, Rialp, Madrid, 1993
- «Sul primato teologico della S. Scrittura secondo S. Tom. d'Aquino», en Storia del tomismo (fonti e riflessi), Atti del IX Congresso tomistico internazionale, Lib. Ed. Vat., Vaticano, 1992, S. 7-12
- Teologia Fondamentale I, Ateneo Romano della Santa Croce, Roma, 1992
- Il prelato dell'Opus Dei è vescovo: significato ecclesiale e teologico dell'ordinazione, Studi Cattolici 35 (1991), pp. 22-29
- Teologia Fondamentale (Prima Parte), Roma, 1991
- El misterio de Jesucristo. Lecciones de cristología y soteriología, EUNSA, Pamplona, 1991; 1993
- Tomás de Aquino, también hoy, resp. C. Fabro, F. Ocáriz, C. Vansteenkiste, A. Livi, Ed. Universidad de Navarra, 2.ª ed.: Pamplona 1990
- «La competenza del Magistero della Chiesa in moribus», en Pontificio Istituto Giovanni Paolo II per Studi su Matrimonio e Famiglia Università Lateranense. Centro Accademico Romano della Santa Croce Università di Navarra, «Humanae Vitae» 20 Anni Dopo. Atti del II Congresso Internazionale di Teologia Morale (Roma, 9-12 de noviembre de 1988), Milano, 1989, pp. 125-138
- La nota teologica dell'insegnamento dell'«Humanae vitae» sulla contraccezione, Anthropotes 4 (1988), pp. 25-44
- María y la Trinidad, Scripta Theologica 20 (1988) 771-798
- La mediazione materna (Riflesisone teologica sull'Enc. Redemptoris Mater), Romana, vol.  III, núm. 5 (1987), pp. 311-319
- «La filiación divina, realidad central en la vida y en la enseñanza de Mons. Escrivá de Balaguer», en Mons. Escrivá de Balaguer y el Opus Dei: en el 50 aniversario de su fundación, ed.2: Pamplona, 1985, Scripta Theologica 13 (1981) 513-552
- «Partecipazione dell' essere e soprannaturale», en Essere e libertà, Studi in onore di Cornelio Fabro, Rimini, 1984, S. 141-154
- «Lo Spirito Santo e la libertà dei figli di Dio», en Atti del Congresso Internazionale di Pneumatologia, Lib. Ed. Vaticana (1982), pp. 1239-1251
- "La elevación sobrenatural como re-creación en Cristo", en AA. VV., Prospettive Teologiche Moderne, Libreria Editrice Vaticana, 1981, (Atti del'VIII Congresso Tomistico Internationale; Studi Tomistici, 13), 281-292
- El marxismo: teoría y prática de una revolución, Madrid: Palabra, 1980. ISBN 8471181177
- Voltaire: Tratado sobre la tolerancia, Editorial Magisterio Español, 1979
- «Perspectivas para un desarrollo teologico de la participación sobrenatural y de su contenido esencialmente Trinitario», en Atti del Congresso Internazionale, n.º 3 Napoli, 1979, 183-193
- «La concepción marxista de la sociedad», en Scripta Theologica Vol. 9, fasc. 3, 1977, pp. 1063-1082.
- Filiación divina, GranEncRialp X (1979) 116-118
- Il Marxismo: ideologia della rivoluzione, Ares, Milano, 1977
- Introducción al marxismo, Prensa española, EMESA, Barcelona, 1976
- «La Santísima Trinidad y el Misterio de muestra Deificacion...», Scripta Theologica, n.º 6 (1974), pp. 363-390
- Amor a Dios, amor a los hombres, Madrid, 1973
- Hijos de Dios en Cristo. Introducción a una teología de la participación sobrenatural, Pamplona, 1972
- Hijos de Dios en Cristo, Pamplona, 1969

## Repertorio bibliográfico
- Fernández Montes, J. Mario y Martínez Sánchez, Santiago, Bibliografía general sobre los prelados del Opus Dei: Fernando Ocáriz, 1972-2013, Studia et Documenta: Rivista dell’Istituto Storico san Josemaría Escrivá, vol. XV, núm. 15 (2021), pp. 497-527].
- Fernández Montes, José Mario y Díaz Hernández, Onésimo, Bibliografía sobre los prelados del Opus Dei Álvaro del Portillo, Javier Echevarría y Fernando Ocáriz, 2014-2017, Studia et Documenta: Rivista dell’Istituto Storico san Josemaría Escrivá, 18 (2024), pp. 491-542.

## Cargos
| Predecesor: Mons. Javier Echevarría Rodríguez                         | Prelado del Opus Dei 23 de enero de 2017 - Actualidad                                         | Sucesor: En el cargo                   |
| Predecesor: —                                                         | Vicario auxiliar del Opus Dei 9 de diciembre de 2014 - 23 de enero de 2017                    | Sucesor: Mons. Mariano Fazio Fernández |
| Predecesor: Mons. Javier Echevarría Rodríguez                         | Vicario general del Opus Dei 23 de abril de 1994 - 12 de diciembre de 2014                    | Sucesor: Mons. Mariano Fazio Fernández |
| Predecesor: Mons. Javier Echevarría Rodríguez                         | Gran Canciller de la Universidad de Piura 23 de enero de 2017 - Actualidad                    | Sucesor: En el cargo                   |
| Predecesor: Mons. Javier Echevarría Rodríguez                         | Gran Canciller de la Universidad de Navarra 23 de enero de 2017 - Actualidad                  | Sucesor: En el cargo                   |
| Predecesor: Mons. Javier Echevarría Rodríguez                         | Gran Canciller de la Pontificia Universidad de la Santa Cruz 23 de enero de 2017 - Actualidad | Sucesor: En el cargo                   |
| Predecesor: Mons. Javier Echevarría Rodríguez                         | Rector Honorario de la Universidad de los Andes 23 de enero de 2017 - Actualidad              | Sucesor: En el cargo                   |
| Predecesor: Mons. Javier Echevarría Rodríguez                         | Gran Canciller de la Universidad de La Sabana 23 de enero de 2017 - Actualidad                | Sucesor: En el cargo                   |
| Predecesor: Mons. Javier Echevarría Rodríguez                         | Presidente Honorario de la Universidad del Istmo 23 de enero de 2017 - Actualidad             | Sucesor: En el cargo                   |
| Para diez filas o más, usa la nueva versión de la plantilla:sucesión. |                                                                                               |                                        |